# 小A辣
黄唯恩（舊名黃柏軒，1989年7月5日—），網路名小A辣（Ala），台灣跨性別YouTuber。

## 生平
南開科技大學畢業。2008年開始嘗試跨性別打扮，並利用這樣的反差把自己扮醜或搞怪的影片上傳到網路平台，曾吸引近200萬人次點閱。她在〈令人崩壞的有點甜〉唱歌影片中，甜美模樣及低沉的嗓音的對比，而引發關注。

## 性別重置
2018年，進行提眉、降髮際、豐額、磨眉骨等多項手術之外，更進行了矽膠隆乳至D罩杯。
2020年9月25日，小A辣隻身搭飛機飛往泰國進行性別重置手術，術前先事前先向幾位去過泰國動手術姐妹們打聽，並親眼見證對方動完手術後模樣，才透過代辦處理到泰國簽證、手術、住宿等事項，前前後後總共花了新台幣45萬元，等到10月在醫院隔離期屆滿後，直接在醫院進行性別重置手術，手術花了4個小時，躺在床上一週才能下床，直到一周後在病床內練習走路。小A辣表示，因做了性別重置手術關係無法正常排尿，必須綁著尿袋才能自由活動。
2021年2月2日，小A辣到戶政事務所更改中華民國國民身分證性別欄位，本名改成黃唯恩。

## 作品
- 林進、小A辣 《進辣看3小：百萬網紅林進&小A辣爆笑日常背後的甘味人生》 尖端出版 2017年7月14日出版 ISBN 978-9571075365

## 歌曲
- 《我的菜》——進辣寶貝（林進&小A辣）

## 電視劇
| 年份   | 電視台     | 劇名                 | 飾演 |
| ------ | ---------- | -------------------- | ---- |
| 2023年 | 三立台灣台 | 戲說台灣龍太子報親恩 | 蝦兵 |
| 2025年 | 三立台灣台 | 戲說台灣玄鳳點乩緣   | 友惠 |

## 獎項紀錄
| 頒獎活動    | 頒獎機構   | 年份 | 提名/作品                                                             | 獎項       | 結果 |
| ----------- | ---------- | ---- | --------------------------------------------------------------------- | ---------- | ---- |
| 第3屆走鐘獎 | 上班不要看 | 2021 | 【泰國變性第二集】送走小弟弟迎接新妹妹｜泰國變性公開過程｜小A辣vlog#2 | 最佳女主角 | 獲獎 |

## 外部連結
- 小A辣的Facebook專頁
- YouTube上的小A辣頻道
- 小A辣的Instagram帳戶